# Ноцуке (полуостров)
Ноцуке или Ноцуке-ханто (яп. 野付半島 ноцукэ-ханто:) — небольшой полуостров в северо-восточной части острова Хоккайдо, Япония. Имеет длину 28 км и является самой длинной песчаной косой Японии.
Представляет собой песчаную косу, вытянутую с запада на восток в форме крюка, внутри которого расположены бухты-лагуны Ноцуке и Рюдзин. Ноцуке образовался в результате отложений песчаных наносов тёплого течения Соя, а также аллювиальных отложений нескольких горных рек (Тохоро-Гава, Сюмбецу-Гава и др.) которые ныне впадают в бухту Ноцуке-Ван, которая образовалась между полуостровом и береговой линией основного массива острова Хоккайдо.
Проседание почвы приводит к образованию характерных ландшафтов из высохших деревьев.
Полуостров Ноцуке-Ханто находится в уезде Сибецу округа Немуро. Территориально он относится к деревням Энитараусу и Накасибецу. От мыса Весло российского острова Кунашир Ноцуке отделяет пролив Измены шириной 19 километров.